# Угода з правом першочергового придбання
Угода з правом першочергового придбання (англ. First-look deal) — це будь-який договір, що містить пункт, який надає, зазвичай за плату або іншу винагороду, протягом певного періоду часу, переважне право, право першої відмови або право першої пропозиції (так зване правом перших переговорів) іншій стороні, якій потім надається перша можливість викупити, стати співвласником, інвестувати, отримати ліцензію і т.д, щось, що з'являється на ринку вперше або після тривалої відсутності, наприклад, інтелектуальна власність (рукопис, музичний твір, винахід, витвір мистецтва, бізнес-ідея тощо) або нерухоме майно (об'єкт нерухомості).

## Кіноіндустрія
У кіноіндустрії — це угода між сценаристом і незалежною продюсерською компанією або між незалежною продюсерською компанією і кіностудією, за якою потенційний покупець (продюсер або студія) ще не написаного сценарію або кіно- чи телепроекту, що перебуває на стадії розробки, сплачує сценаристу або продюсеру плату за право першим ознайомитися з новим матеріалом до того, як його побачать інші представники індустрії, і в цей час зробити пропозицію про купівлю або дистрибуцію, або ж приєднатися до умов купівлі чи дистрибуції, які були зазначені в договорі.